# Стрепса
Стрепса (др.-греч. Στρέψα) — античный полис в Древней Македонии. Предположительно располагался на территории современного городка Василика неподалёку от Салоник.
Город являлся самым западным членом Афинского морского союза на побережье Македонии. Согласно податным спискам фороса он исправно платил ежегодно по 1 таланту серебра с 454/453 по 433/432 годы до н. э. Отсутствие указания на форос Стрепсы в списке 430/429 года до н. э. может свидетельствовать о выходе города из Афинского морского союза и его присоединении к восстанию против афинского владычества.
Это соответствует информации из Фукидида о походе стратега Каллия, сына Каллиада: «Поэтому афиняне ушли из Македонии, достигли затем Береи и далее Стрепсы. Отсюда, после неудачной попытки овладеть городом, отряд по суше двинулся на Потидею». Около 368 года до н. э. город захватывал претендент на македонский престол Павсаний.